# 大金梾木
大金梾木（学名：Swida dajinensis）为山茱萸科梾木属下的一个种。

## 扩展阅读
- 維基物種上的相關：大金梾木